# Les 100 millors obres de novel·la negra de tots els temps
The Top 100 Crime Novels of All Time ("Les 100 millors obres de novel·la negra de tots els temps") és una llista publicada en un volum el 1990 per l'associació britànica d'autors de novel·la negra (Crime Writers' Association). Cinc anys després, l'associació d'escriptors de misteri d'Amèrica (Mystery Writers of America) publicà una llista similar anomenada The Top 100 Mystery Novels of All Time ("Les 100 millors novel·les de misteri de tots els temps"). Molts títols es poden trobar a totes dues llistes.

## 100 llibres
| Núm. | Títol original                                                 | Títol                                        | Autor                      | Any       |
| ---- | -------------------------------------------------------------- | -------------------------------------------- | -------------------------- | --------- |
| 1    | The Daughter of Time                                           |                                              | Josephine Tey              | 1951      |
| 2    | The Big Sleep                                                  | El sommni etern (pel·lícula) La gran dormida | Raymond Chandler           | 1939      |
| 3    | The Spy Who Came In From the Cold                              | L'espia que tornava del fred                 | John le Carré              | 1963      |
| 4    | Gaudy Night                                                    |                                              | Dorothy L. Sayers          | 1935      |
| 5    | The Murder of Roger Ackroyd                                    | L'assassinat de Roger Ackroyd                | Agatha Christie            | 1926      |
| 6    | Rebecca                                                        | Rebecca                                      | Daphne du Maurier          | 1938      |
| 7    | Farewell My Lovely                                             | Adéu, nena (pel·lícula)                      | Raymond Chandler           | 1940      |
| 8    | The Moonstone                                                  | La pedra lunar                               | Wilkie Collins             | 1868      |
| 9    | The IPCRESS File                                               |                                              | Len Deighton               | 1962      |
| 10   | The Maltese Falcon                                             | El falcó maltès (pel·lícula)                 | Dashiell Hammett           | 1930      |
| 11   | The Franchise Affair                                           |                                              | Josephine Tey              | 1948      |
| 12   | Last Seen Wearing ...                                          |                                              | Hillary Waugh              | 1952      |
| 13   | Il nome della rosa                                             | El nom de la rosa                            | Umberto Eco                | 1980      |
| 14   | Rogue Male                                                     |                                              | Geoffrey Household         | 1939      |
| 15   | The Long Goodbye                                               | El llarg adéu (pel·lícula)                   | Raymond Chandler           | 1953      |
| 16   | Malice Aforethought                                            | Deadly Intent [?]                            | Francis Iles               | 1931      |
| 17   | The Day of the Jackal                                          | Xacal                                        | Frederick Forsyth          | 1971      |
| 18   | The Nine Tailors                                               |                                              | Dorothy L. Sayers          | 1934      |
| 19   | Ten Little Niggers Ten Little Indians And Then There Were None | Deu negrets I aleshores no en quedà cap      | Agatha Christie            | 1939      |
| 20   | The Thirty-Nine Steps                                          | Els trenta-nou graons (pel·lícula)           | John Buchan                | 1915      |
| 21   | The Collected Sherlock Holmes Short Stories                    | Cànon holmesià (contes)                      | Arthur Conan Doyle         | 1892-1927 |
| 22   | Murder Must Advertise                                          |                                              | Dorothy L. Sayers          | 1933      |
| 23   | Tales of Mystery & Imagination                                 | (contes)                                     | Edgar Allan Poe            | 1852      |
| 24   | The Mask of Dimitrios A Coffin for Dimitrios                   |                                              | Eric Ambler                | 1939      |
| 25   | The Moving Toyshop                                             |                                              | Edmund Crispin             | 1946      |
| 26   | The Tiger in the Smoke                                         |                                              | Margery Allingham          | 1952      |
| 27   | The False Inspector Dew                                        |                                              | Peter Lovesey              | 1982      |
| 28   | The Woman in White                                             | La dama de blanc (musical)                   | Wilkie Collins             | 1860      |
| 29   | A Dark-Adapted Eye                                             |                                              | Barbara Vine               | 1986      |
| 30   | The Postman Always Rings Twice                                 | (pel·lícula)                                 | James M. Cain              | 1934      |
| 31   | The Glass Key                                                  | La clau de vidre                             | Dashiell Hammett           | 1931      |
| 32   | The Hound of the Baskervilles                                  | El gos dels Baskerville                      | Arthur Conan Doyle         | 1901-1902 |
| 33   | Tinker, Tailor, Soldier, Spy                                   | Calderer, sastre, soldat, espia (pel·lícula) | John le Carré              | 1974      |
| 34   | Trent's Last Case                                              |                                              | E. C. Bentley              | 1913      |
| 35   | From Russia, with Love                                         | Des de Rússia amb amor (pel·lícula)          | Ian Fleming                | 1957      |
| 36   | Cop Hater                                                      |                                              | Ed McBain                  | 1956      |
| 37   | The Dead of Jericho                                            | Inspector Morse                              | Colin Dexter               | 1981      |
| 38   | Strangers on a Train                                           | Estranys en un tren (pel·lícula)             | Patricia Highsmith         | 1950      |
| 39   | A Judgement in Stone                                           |                                              | Ruth Rendell               | 1977      |
| 40   | The Hollow Man The Three Coffins                               |                                              | John Dickson Carr          | 1935      |
| 41   | The Poisoned Chocolates Case                                   | The Poisoned Chocolates Case                 | Anthony Berkeley           | 1929      |
| 42   | A Morbid Taste for Bones                                       |                                              | Ellis Peters               | 1977      |
| 43   | The Leper of Saint Giles                                       |                                              | Ellis Peters               | 1981      |
| 44   | A Kiss Before Dying                                            |                                              | Ira Levin                  | 1953      |
| 45   | The Talented Mr. Ripley                                        | L'enginyós senyor Ripley (pel·lícula)        | Patricia Highsmith         | 1955      |
| 46   | Brighton Rock                                                  | Rocs de Brighton                             | Graham Greene              | 1938      |
| 47   | The Lady in the Lake                                           | La dama del llac                             | Raymond Chandler           | 1943      |
| 48   | Presumed Innocent                                              |                                              | Scott Turow                | 1987      |
| 49   | A Demon in My View                                             |                                              | Ruth Rendell               | 1976      |
| 50   | The Devil in Velvet                                            |                                              | John Dickson Carr          | 1951      |
| 51   | A Fatal Inversion                                              |                                              | Barbara Vine               | 1987      |
| 52   | The Journeying Boy The Case of the Journeying Boy              |                                              | Michael Innes              | 1949      |
| 53   | A Taste for Death                                              | A gust amb la mort                           | P.D. James                 | 1986      |
| 54   | The Eagle Has Landed                                           |                                              | Jack Higgins               | 1975      |
| 55   | My Brother Michael                                             |                                              | Mary Stewart               | 1960      |
| 56   | Bertie and the Tin Man                                         |                                              | Peter Lovesey              | 1987      |
| 57   | Penny Black                                                    |                                              | Susan Moody                | 1984      |
| 58   | Game, Set & Match (Berlin Game, Mexico Set, London Match)      |                                              | Len Deighton               | 1984-1986 |
| 59   | The Danger                                                     |                                              | Dick Francis               | 1983      |
| 60   | Devices and Desires                                            | Intrigues i desitjos                         | P. D. James                | 1989      |
| 61   | Under World                                                    |                                              | Reginald Hill              | 1988      |
| 62   | Nine Coaches Waiting                                           |                                              | Mary Stewart               | 1958      |
| 63   | A Running Duck Fair Game                                       | (pel·lícula)                                 | Paula Gosling              | 1978      |
| 64   | Smallbone Deceased                                             |                                              | Michael Gilbert            | 1950      |
| 65   | The Rose of Tibet                                              |                                              | Lionel Davidson            | 1962      |
| 66   | Innocent Blood                                                 | Sang innocent                                | P.D. James                 | 1980      |
| 67   | Strong Poison                                                  |                                              | Dorothy L. Sayers          | 1930      |
| 68   | Hamlet, Revenge!                                               |                                              | Michael Innes              | 1937      |
| 69   | A Thief of Time                                                |                                              | Tony Hillerman             | 1989      |
| 70   | A Bullet in the Ballet                                         |                                              | Caryl Brahms i S. J. Simon | 1937      |
| 71   | Deadheads                                                      |                                              | Reginald Hill              | 1983      |
| 72   | The Third Man                                                  | El tercer home [?] (pel·lícula)              | Graham Greene              | 1950      |
| 73   | The Labyrinth Makers                                           |                                              | Anthony Price              | 1974      |
| 74   | The Berlin Memorandum The Quiller Memorandum                   |                                              | Adam Hall                  | 1965      |
| 75   | Beast in View                                                  |                                              | Margaret Millar            | 1955      |
| 76   | The Shortest Way to Hades                                      |                                              | Sarah Caudwell             | 1984      |
| 77   | Running Blind                                                  |                                              | Desmond Bagley             | 1970      |
| 78   | Twice Shy                                                      |                                              | Dick Francis               | 1981      |
| 79   | The Manchurian Candidate                                       | The Manchurian Candidate (pel·lícula)        | Richard Condon             | 1959      |
| 80   | Killings at Badger's Drift The Killings at Badger's Drift      |                                              | Caroline Graham            | 1987      |
| 81   | The Beast Must Die                                             | The Beast Must Die (pel·lícula)              | Nicholas Blake             | 1963      |
| 82   | Gorky Park                                                     |                                              | Martin Cruz Smith          | 1981      |
| 83   | Death Comes as the End                                         | La mort, certament                           | Agatha Christie            | 1945      |
| 84   | Green for Danger                                               |                                              | Christianna Brand          | 1945      |
| 85   | Tragedy at Law                                                 | Tragedy at Law                               | Cyril Hare                 | 1942      |
| 86   | The Collector                                                  | El col·leccionista (pel·lícula)              | John Fowles                | 1963      |
| 87   | Gideon's Day Gideon of Scotland Yard                           |                                              | J. J. Marric               | 1955      |
| 88   | The Sun Chemist                                                |                                              | Lionel Davidson            | 1976      |
| 89   | The Guns of Navarone                                           | (pel·lícula)                                 | Alistair MacLean           | 1957      |
| 90   | The Colour of Murder                                           |                                              | Julian Symons              | 1957      |
| 91   | Greenmantle                                                    |                                              | John Buchan                | 1916      |
| 92   | The Riddle of the Sands                                        |                                              | Erskine Childers           | 1903      |
| 93   | Wobble to Death                                                |                                              | Peter Lovesey              | 1970      |
| 94   | Red Harvest                                                    | Collita roja                                 | Dashiell Hammett           | 1929      |
| 95   | The Key to Rebecca                                             | The Key to Rebecca                           | Ken Follett                | 1980      |
| 96   | Sadie When She Died                                            |                                              | Ed McBain                  | 1972      |
| 97   | The Murder of the Maharajah                                    |                                              | H. R. F. Keating           | 1980      |
| 98   | What Bloody Man Is That?                                       |                                              | Simon Brett                | 1987      |
| 99   | Shooting Script                                                |                                              | Gavin Lyall                | 1966      |
| 100  | The Four Just Men                                              | The Four Just Men                            | Edgar Wallace              | 1906      |